# If I Had Eyes
«If I Had Eyes» es un videoclip del músico estadounidense Jack Johnson, estrenado oficialmente el 29 de enero de 2008 en el sitio oficial de la compañía discográfica de Jack, Brushfire Records. En él se ve a Jack Johnson junto con su banda tocando "If I Had Eyes" en un estudio de grabación, además de algunas escenas en una sesión de fotos para el disco Sleep Through The Static.

## Dirección
El vídeo fue dirigido por The Malloys, quienes han trabajado anteriormente con Jack Johnson en películas y en el vídeo de Sitting, Waiting, Wishing.